# Zangezur
Zangezur (orm. Զանգեզուր, az. Zəngəzur) – kraina historyczna na Zakaukaziu, na pograniczu Armenii i Azerbejdżanu. Graniczy z Nachiczewanem na zachodzie i z Karabachem na wschodzie. Dziś w większości należy do Armenii (w przybliżeniu pokrywa się z prowincją administracyjną Sjunik), wschodni pas należy do Azerbejdżanu. 

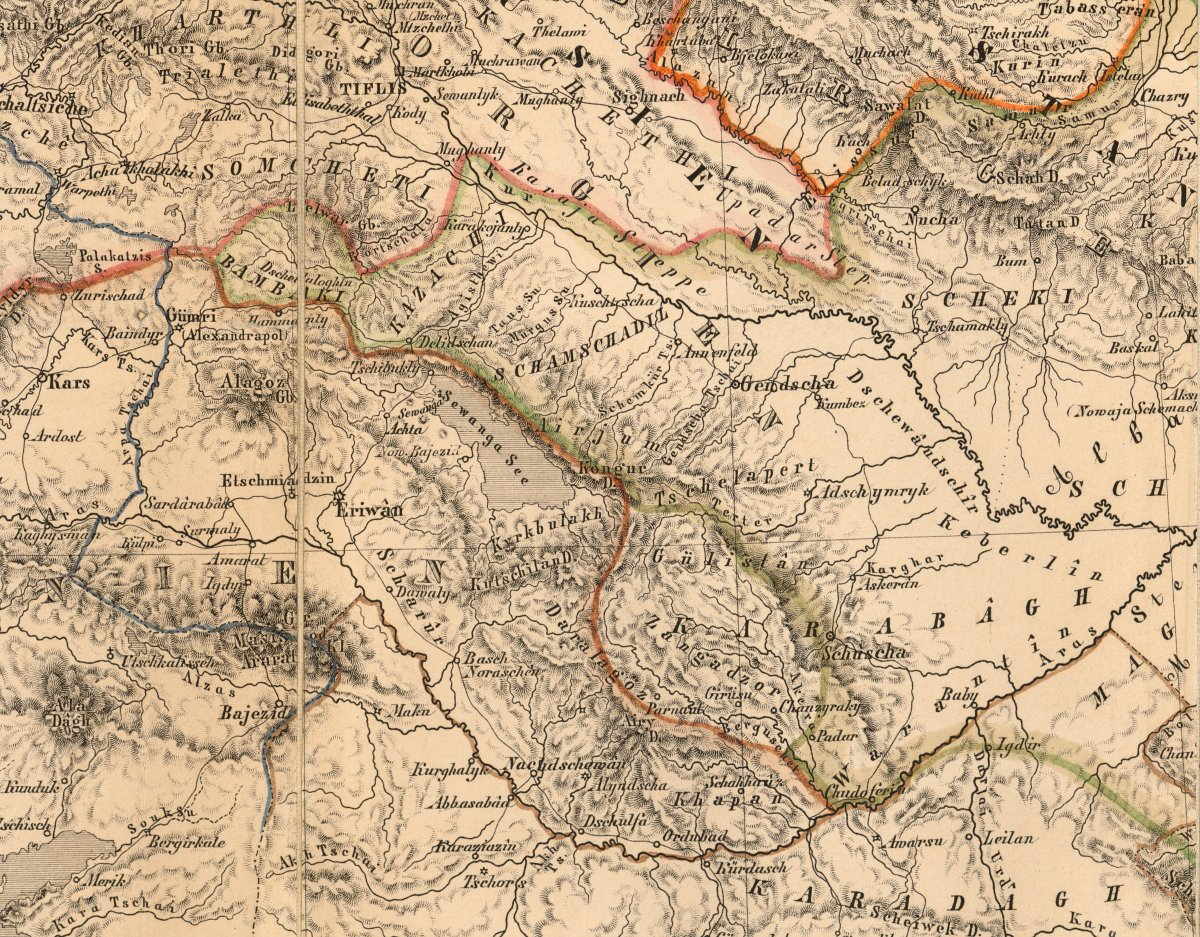
Niemieckojęzyczna mapa przedstawiająca Zangezur

Mapa przedstawiająca Zangezur

Zangezur dzielił losy ormiańskiej prowincji, a później królestwa Sjunik. Od początku XVII wieku należał do Persji. W jej ramach został podzielony między chanaty nachiczewański i karabaski, stanowiąc ich pogranicza. W wojnie rosyjsko-perskiej lat 1804–1813 został zdobyty na Persji przez Rosję. Pod władzą rosyjską w 1868 Zangezur został wyodrębniony jako samodzielna jednostka administracyjna – powiat zangezurski guberni jelizawietpolskiej. Według rosyjskiego spisu powszechnego z 1897 powiat zangezurski liczył prawie 140 tys. mieszkańców – mniej więcej po połowie Ormian i Azerów. Po upadku cesarstwa rosyjskiego stanowił obszar i przedmiot walk między Armenią a Azerbejdżanem, w trakcie których podlegał władzy de facto niezależnych przywódców miejscowych Ormian. Następnie jako Republika Górskiej Armenii do lipca 1921 stanowił ostatni bastion oporu niepodległej Armenii przeciwko bolszewikom. Po podboju Zangezuru przez Armię Czerwoną w 1921 bolszewickie władze w Moskwie zdecydowały o jego przyłączeniu do Armeńskiej SRR. Sowiecki spis powszechny z 1922 wykazał na tym terenie tylko 60 tys. mieszkańców – 90% Ormian i już tylko 10% Azerów. 
Terytorium dawnego Zangezuru leży na wschód od Gór Zangezurskich. Znajdują się w nich bogate złoża miedzi, a przede wszystkim molibdenu – około 7% znanych światowych zasobów. Obecnie ich wydobyciem zajmuje się kombinat z 60% udziałem kapitału niemieckiego.